# Sextant (sterrenbeeld)

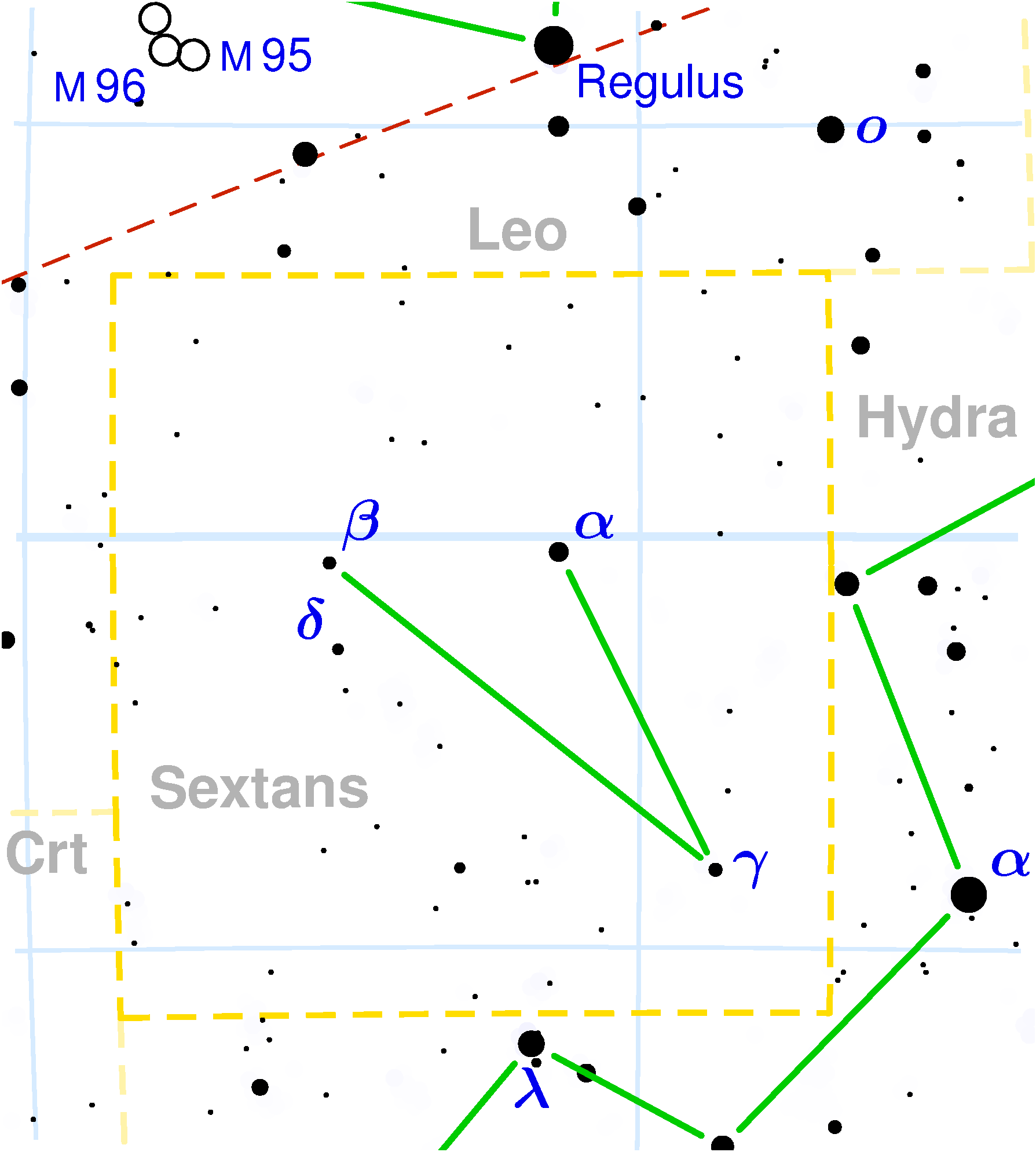
Kaart van het sterrenbeeld Sextant.

Sextant (Sextans, afkorting Sex) is een onopvallend sterrenbeeld aan de hemelequator, liggende tussen rechte klimming 9u39m en 10u49m en tussen declinatie +7° en −11°, tussen de sterrenbeelden Beker, Leeuw en Waterslang. Het sterrenbeeld werd in de 17e eeuw geïntroduceerd door Johannes Hevelius die het de naam Sextans Uraniae gaf.

## Ontstaansgeschiedenis van het sterrenbeeld Sextans, volgens Smyth
With more zeal than taste, Hevelius fixed the machine upon the serpent's back, under the plea that the said sextant was not in the most convenient situation, but that he placed it between Leo and Hydra because these animals were of a fiery nature, to speak with astrologers, and formed a sort of commemoration of the destruction of his instruments when his house at Dantzig was burnt in september 1679; or, as he expresses it, when Vulcan overcame Urania.

## Sterren
Het sterrenbeeld heeft geen heldere sterren, de helderste, alpha Sextantis, heeft magnitude 4,49.

## Begrenzing
Van de door Eugène Delporte en de Internationale Astronomische Unie (IAU) vastgelegde begrenzingen rond de 88 erkende sterrenbeelden heeft de begrenzing rond het sterrenbeeld Sextant de eenvoudigste en geometrisch meest herkenbare vorm. Delporte koos voor de begrenzing bestaande uit slechts 4 zijden. Dit soort begrenzing is ook te zien rond de sterrenbeelden Grote Hond, Kameleon, Microscoop, Schild, Telescoop, Vliegende Vis, Zuiderkroon, Zuiderkruis en Zuidervis.

## NGC 3115 -Spindle galaxy
Het sterrenbeeld Sextant bevat een relatief groot aantal extragalactische stelsels, waarvan het stelsel NGC 3115 het bekendst is dankzij de hoge oppervlaktehelderheid ervan. Het bevindt zich op iets minder dan een twintigtal graden pal ten zuiden van de heldere ster α Leonis (Regulus) , 38 boogminuten ten oosten van de heldere ster α Hydrae (Alphard), 12 boogminuten ten oosten van 8-γ Sextantis, en ongeveer een graad ten westnoordwesten van het koppel 17 en 18 Sextantis.

## Extragalactische stelsels in het sterrenbeeld Sextant

### New General Catalogue(NGC)
NGC 2966, NGC 2967, NGC 2969, NGC 2974, NGC 2978, NGC 2979 (= NGC 3050), NGC 2980, NGC 2987, NGC 2990, NGC 3007, NGC 3014, NGC 3015, NGC 3017, NGC 3018, NGC 3022, NGC 3023-1, NGC 3023-2, NGC 3029, NGC 3035, NGC 3039, NGC 3042, NGC 3044, NGC 3047, NGC 3047A, NGC 3050 (= NGC 2979), NGC 3055, NGC 3062, NGC 3064, NGC 3083, NGC 3086, NGC 3090, NGC 3092, NGC 3093, NGC 3101, NGC 3110, NGC 3115 (Spindle galaxy), NGC 3117, NGC 3122, NGC 3142 (net ten zuiden van 17 Sextantis), NGC 3156, NGC 3165, NGC 3166, NGC 3169, NGC 3243, NGC 3246, NGC 3292-1, NGC 3292-2, NGC 3321 (ook wel NGC 3322), NGC 3325, NGC 3326, NGC 3337, NGC 3340, NGC 3341, NGC 3360, NGC 3361, NGC 3365, NGC 3375, NGC 3376, NGC 3385, NGC 3386, NGC 3387, NGC 3423

### Index Catalogue(IC / I)
IC 560, IC 561, IC 562, IC 563, IC 564, IC 566, IC 574, IC 575, IC 649, IC 651, IC 586, IC 587, IC 588, IC 589, IC 590, IC 592, IC 593, IC 594, IC 597, IC 599, IC 600, IC 603, IC 605, IC 608, IC 609, IC 614, IC 621, IC 623, IC 624, IC 626, IC 627, IC 628, IC 630, IC 631, IC 632, IC 633, IC 634, IC 636, IC 645, IC 649, IC 651
Alle extragalactische stelsels in het sterrenbeeld Sextant, opgenomen in de Index Catalogue, zijn ontdekt door de Franse astronoom Stéphane Javelle (1864-1917) 

### Uppsala General Catalogue of Galaxies(UGC / U)
UGCA 205 (Sextans A), UGC 5224, UGC 5238, UGC 5249, UGC 5373 / DDO 70 (Sextans B), UGC 5539, UGC 5708

## Palomar 3
Op ongeveer 1 graad ten westnoordwesten van de ster 15-α Sextantis (de Equator Star) bevindt zich de bolvormige sterrenhoop Palomar 3.

## Baby Boom sterrenstelsel
Op een drietal graden ten noordwesten van 15-α Sextantis (de Equator Star) bevindt zich het starburststelsel Baby Boom Galaxy (Baby Boom sterrenstelsel). Dit stelsel staat op een afstand van 12.2 biljoen lichtjaren, en produceert ongeveer 4000 nieuwe sterren per jaar (ongeveer 2.2 sterren per uur).

## Sudarium Veronicae
Iets ten oosten van de locatie op ongeveer 9 graden ten zuiden van de ster Regulus (Alpha Leonis), in het gebied van het sterrenbeeld Sextans, meende de astronoom De Rheita een representatie gevonden te hebben van de Sudarium Veronicae. Sir John Herschel zei daarover: Veel vreemde dingen werden gezien tussen de sterren vóór krachtige telescopen algemeen in gebruik werden genomen.

## Aangrenzende sterrenbeelden
(met de wijzers van de klok mee)
- Leeuw (Leo)
- Waterslang (Hydra)
- Beker (Crater)